# Saponaria syriaca
Saponaria syriaca är en nejlikväxtart som beskrevs av Pierre Edmond Boissier. Saponaria syriaca ingår i släktet såpnejlikor, och familjen nejlikväxter. Inga underarter finns listade i Catalogue of Life.